# Ausländer (dal)
Az Ausländer a német Rammstein együttes dala, ami 2019. május 28-án jelent meg harmadik kislemezként, s korábban május 17-én az együttes hetedik stúdióalbumán – az első, Deutschland illetve a második, Radio címűt követően – a zenekar hetedik stúdióalbumáról, a Rammsteinről.

## Videóklip
A dalhoz készült videóklipet Jörn Heitmann rendezte, és 2019. május 28-án, közép-európai idő szerint délután 7 órakor jelent meg a Rammstein hivatalos youtube-csatornáján miután egy nappal korábban ugyanott egy 15 másodperces klipelőzetes napvilágot látott. A videót Jörn Heitmann rendezte.

## Számok

### CD
1. "Ausländer" – 3:51
2. "Radio" – 4:37
3. "Ausländer" (Remix by Felix R3HAB) - 3:50
4. "Ausländer" (Remix by Felix Jaehn) - 3:27
5. "Radio" (Remix by twocolors) - 5:00

### Vinyl
1. "Ausländer" – 3:51
2. "Radio" – 4:37
3. "Radio" (Remix by twocolors) - 5:00

## Megjelenésének története
| Ország   | Dátum           | Formátum                     | Forrás |
| -------- | --------------- | ---------------------------- | ------ |
| Többféle | 2019. május 28. | zeneletöltés streaming media |        |
| Többféle | 2019. május 31. | CD                           | [ 3 ]  |
| Többféle | 2019. május 31. | hanglemez (vinyl)            | [ 4 ]  |

## Fordítás
Ez a szócikk részben vagy egészben  az   Ausländer (Rammstein song) című angol Wikipédia-szócikk ezen változatának fordításán alapul.  Az eredeti cikk szerkesztőit annak laptörténete sorolja fel. Ez a jelzés csupán a megfogalmazás eredetét és a szerzői jogokat jelzi, nem szolgál a cikkben szereplő információk forrásmegjelöléseként.